# Короткохвостая горлица
Короткохвостая горлица (лат. Streptopelia tranquebarica) — вид птиц из семейства голубиных. Выделяют два подвида.

## Описание
Короткохвостая горлица достигает длины 20,5-23 см и массы около 104 г. Самец отличается голубовато-серой головой и светлым красновато-коричневым телом с чёрным кольцом на шее; самка выглядит схоже, но целиком розоватая с оперением, похожим на оперение более крупной евразийской кольчатой горлицы.

## Распространение и среда обитания
Обитает в тропиках Азии. Ареал простирается от Тайваня до Филиппин, но в Индонезии эти пернатые редки — будучи равнинным видом, птицы избегают скалистых предгорий. Это самый распространённый голубь в Пенджабе. Летом птицы прилетают в Афганистан для размножения и в Индию. Прилетают они стаями, предпочитает более лесистые участки, такие как каналы или придорожные плантации деревьев, и избегает обширных пустынных районов. Вскоре после прибытия стаи разделяются, птицы начинают образовывать пары и размножаться.

## Систематика
Короткохвостая горлица была описана в 1804 году французским натуралистом Иоганном Германом и получила название Columba tranquebarica. Видовое название дано по городу Транкебар, который находится на Коромандельском берегу, на юге Индии.
Сейчас короткохвостая горлица относится к роду Streptopelia, описанным в 1855 году французским орнитологом Шарлем Люсьеном Бонапартом. Название рода происходит от древнегреческого streptos — «воротник», и peleia — «голубь».
Различают два подвида:
- S. t. humilis (Temminck, 1824) — восточный Непал, северо-восточная Индия северо-восточный Тибет до северного Китая и Филиппин
- S. t. tranquebarica (Hermann, 1804) — Пакистан, Индийский полуостров, западный Непал

## Статус
Ареал короткохвостой горлицы чрезвычайно велик. Размер популяции количественно не оценивался, но считается большим. Имеется некоторые свидетельства сокращения популяции, но оно идет медленно и Международный союз охраны природы относит Streptopelia tranquebarica к видам, вызывающим наименьшие опасения (LC).

## Галерея

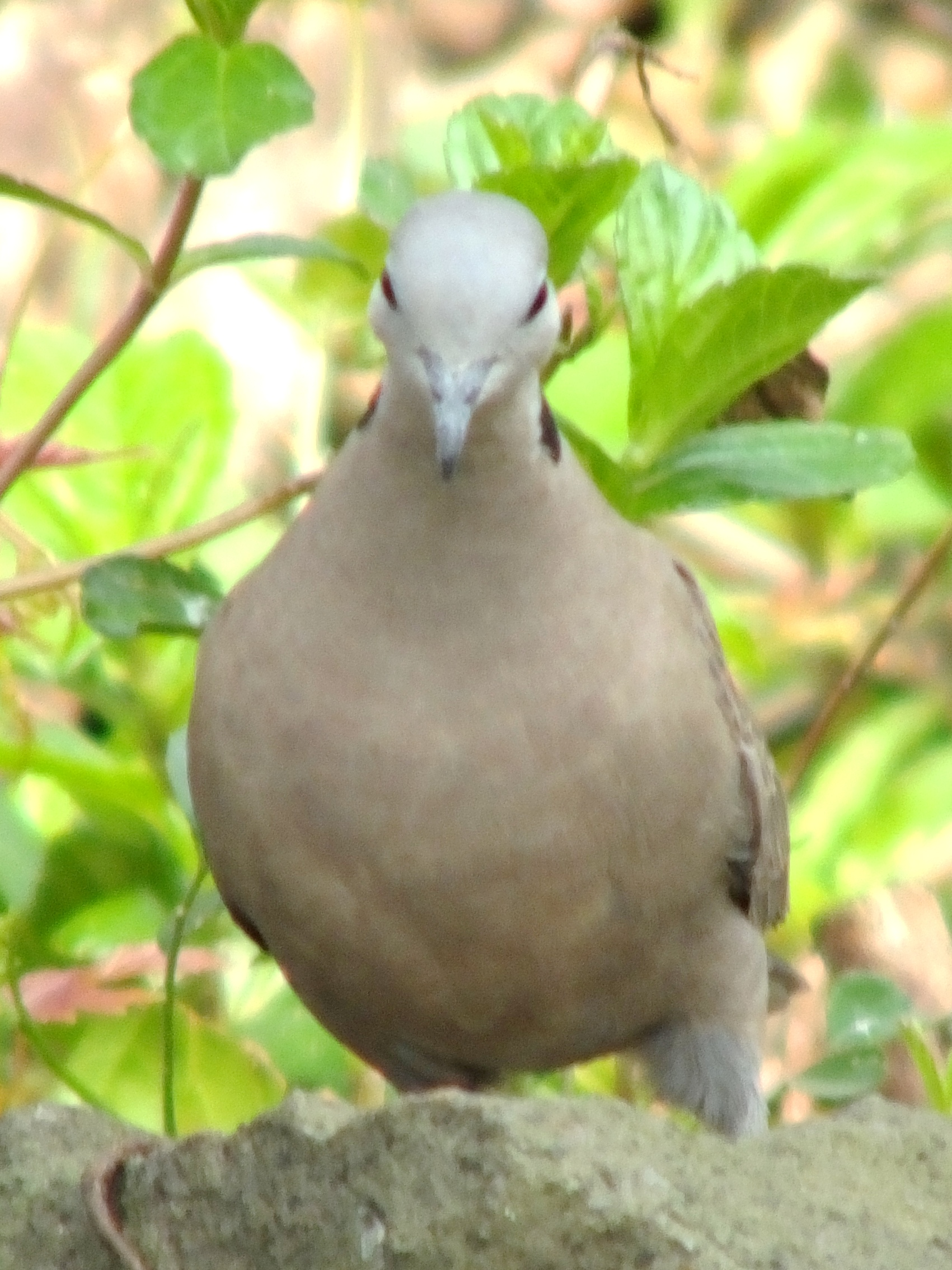
Самка короткохвостой горлицы (Тайвань).
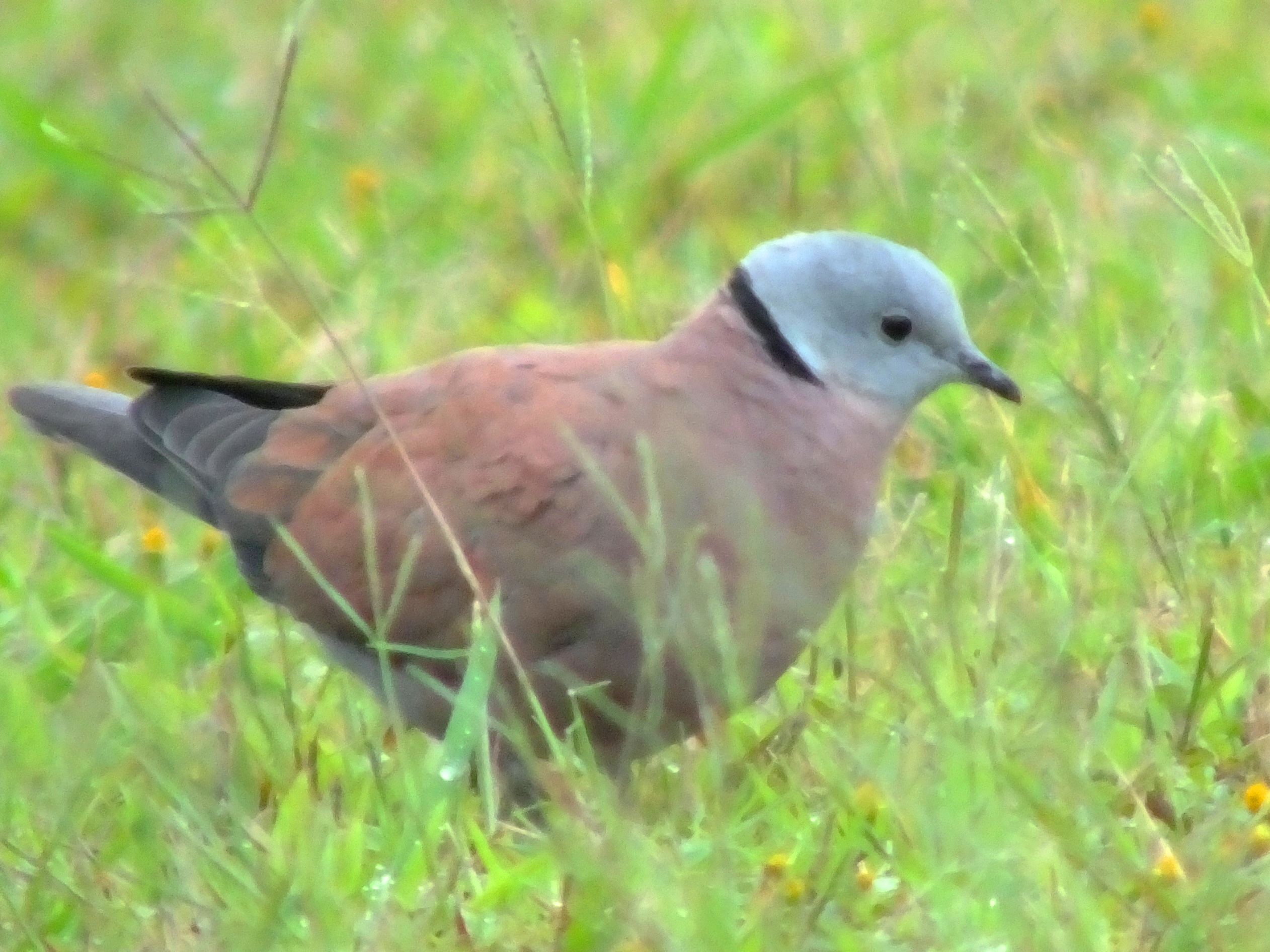
Самец короткохвостой горлицы (Тайвань).
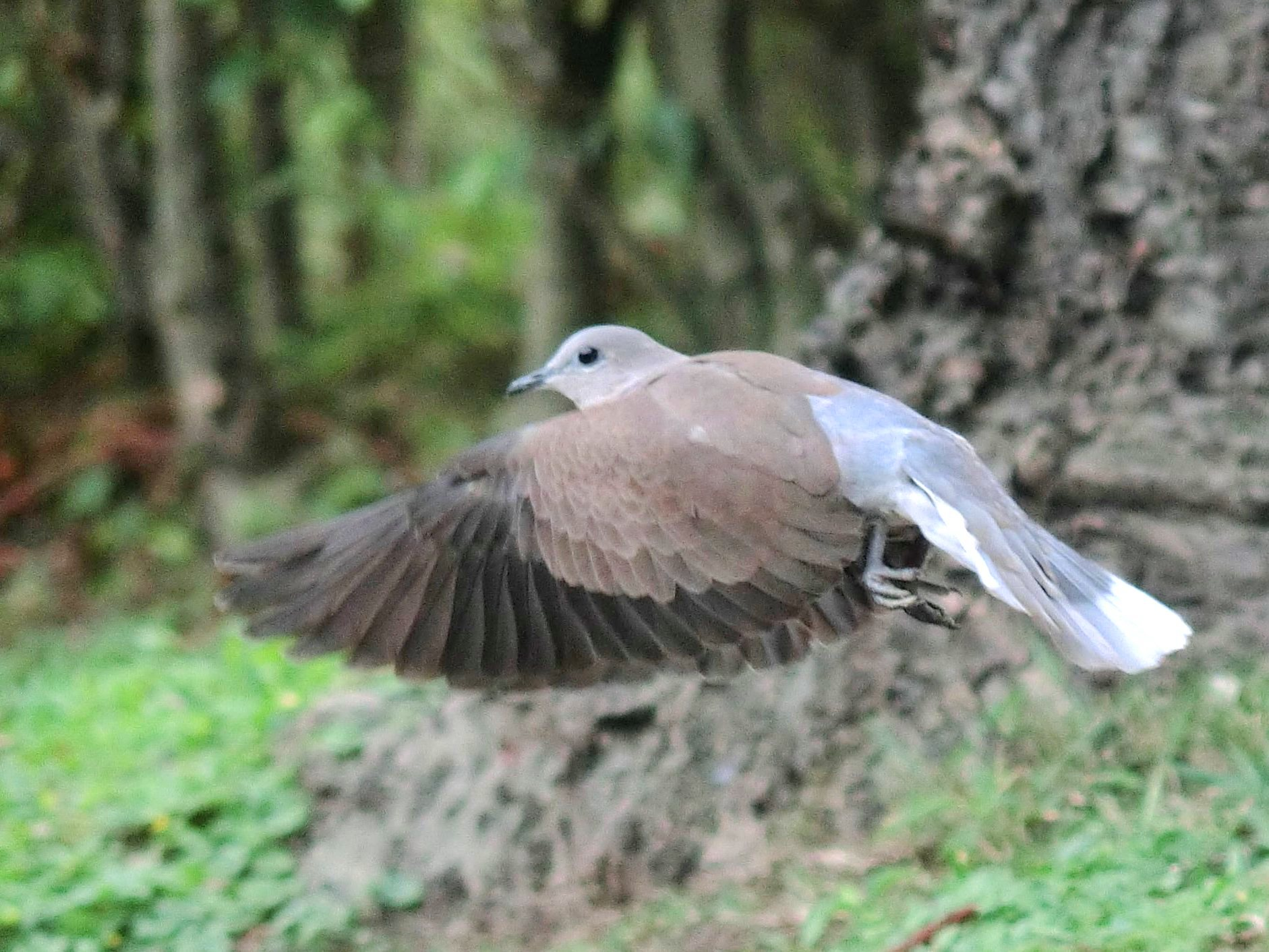
Самец короткохвостой горлицы (Тайвань).